# Palaranea borassifoliae
Palaranea
Genre
Espèce
Palaranea borassifoliae, unique représentant du genre Palaranea, est une espèce fossile d'araignées de la famille des Arthromygalidae.

## Distribution
Cette espèce a été découverte en Tchéquie. Elle date du Carbonifère.

## Publication originale
- Frič, 1873 : Fauna der Steinkohlenformation Böhmens. Archiv für Naturwissenschaftliche Landesdurchforschung von Böhmen, vol. 2, no 2, p. 1–16 (de).